# RZA
Robert Fitzgerald Diggs, mai cunoscut după numele de scenă RZA (n. 5 iulie 1969, New York City, New York, SUA) este un rapper, producător muzical, compozitor, actor și regizor american. Este câștigător al premiilor Grammy. Figură proeminentă a muzicii hip hop, RZA este și membru al trupei Wu-Tang Clan. A produs aproape toate albumele Wu-Tang Clan dar și multe albume solo ale membriilor formației și afiliaților acesteia. Este considerat ca unul dintre cei mai influenți producători de muzică hip-hop ai tuturor timpurilor. Mai târziu avea să atragă atenția compunând muzică pentru film sau chiar jucând în filme. Tehnicile sale revoluționare de sampling precum și skiturile cinematografice introduse pe albume au inspirat mulți alți producători din industrie. A produs o serie de albume solo Wu-Tang dar și pe cele lansate ca grup, materiale ce au atins atât succes comercial cât și aprecieri la nivel tematic și artistic.
Și-a lansat albume solo și sub alter-egoul Bobby Digital cu care a mai fost creditat ca producător executiv pe nenumărate alte materiale discografice. Pe lângă activitatea cu Wu-Tang Clan și albumele solo, RZA a fost și membru fondator al trupei de horrorcore hip hop Gravediggaz în care și-a folosit numele de The Rzarector. Mai mult, a jucat și într-un număr de filme printre care Coffee and Cigarettes, American Gangster, Gospel Hill, Life Is Hot in Cracktown, Ghost Dog, Funny People, Derailed, Due Date și Repo Men. Continuă să își dezvolte cariera ca actor, jucând în prezent în serialul Californication.
În 2008, RZA a fost clasat pe locul 4 în lista celor mai buni 50 de producători ai muzicii hip hop realizată de About.com.

## Discografie

### Albume de studio
- Bobby Digital in Stereo (24 noiembrie 1998)
- Digital Bullet (28 august 2001)
- Birth of a Prince (7 octombrie 2003)
- Digi Snacks (24 iunie 2008)

### Compilații
- The RZA Hits (22 iunie 1999)
- The World According to RZA (28 aprilie 2003)

### Album instrumental
- The RZA-Instrumental Experience (2007)

### Albume soundtrack
- Ghost Dog (11 aprilie 1999)
- Kill Bill Volume 1 (soundtrack) (23 septembrie 2003)
- Kill Bill Volume 2 (soundtrack) (13 aprilie 2004)
- Soul Plane (2004)
- Blade: Trinity (2004)
- Unleashed (2005)
- The Protector (2005)
- Blood of a Champion (2006)
- Afro Samurai (30 ianuarie 2007)
- War (2007)
- Babylon AD (2008)
- Afro Samurai Resurrection (27 ianuarie 2009)

### EP
- Ooh I Love You Rakeem (1 iulie 1991)

## Filmografie

### Filme
| an   | Titlu                              | Rol                        | Note                                               |
| ---- | ---------------------------------- | -------------------------- | -------------------------------------------------- |
| 1999 | Ghost Dog: The Way of the Samurai  | Samurai în camuflaj        |                                                    |
| 2003 | Coffee and Cigarettes              | RZA                        |                                                    |
| 2005 | Derailed                           | Winston Boyko              |                                                    |
| 2007 | American Gangster                  | Moses Jones                |                                                    |
| 2007 | The Box                            | Duece                      |                                                    |
| 2008 | Gospel Hill                        | Lonnie                     |                                                    |
| 2009 | Funny People                       | Chuck                      |                                                    |
| 2009 | Life Is Hot in Cracktown           | Samy                       |                                                    |
| 2010 | Repo Men                           | T-Bone                     |                                                    |
| 2010 | Due Date                           | Airline Screening Marshall |                                                    |
| 2010 | The Next Three Days                | Mouss                      |                                                    |
| 2011 | A Very Harold & Kumar 3D Christmas | Lamar                      |                                                    |
| 2012 | The Man with the Iron Fists        | Blacksmith                 | actor principal, regizor și co-scenarist           |
| 2013 | G.I. Joe: Retaliation              | Blind Master               |                                                    |
| 2013 | Tom Yum Goong 2                    | Mr. LC                     | The Protector 2                                    |
| 2014 | Brick Mansions                     | Tremaine Alexander         |                                                    |
| 2015 | The Man with the Iron Fists 2      | Blacksmith                 | actor principal și co-scenarist                    |
| 2015 | Mr. Right                          | Steven                     |                                                    |
| 2016 | Popstar: Never Stop Never Stopping | rolul său                  |                                                    |
| 2017 | Love Beats Rhymes                  |                            | regizor                                            |
| 2018 | Thriller                           | Principal Hurd             | actor principal, producător executiv și compozitor |
| 2018 | Mutafukaz                          | Shakespeare                | actor de voce                                      |
| 2019 | The Dead Don't Die                 | Dean                       |                                                    |
| 2019 | Cut Throat City                    |                            | regizor                                            |
| 2019 | Blood Brothers                     |                            | regizor și scenarist                               |

### Televiziune
| an   | Titlu                      | Rol                          | Note                                             |
| ---- | -------------------------- | ---------------------------- | ------------------------------------------------ |
| 2009 | Afro Samurai: Resurrection | DJ                           | doar voce                                        |
| 2010 | Outlaw                     | Greg Beals                   | Episod: "Pilot"                                  |
| 2012 | Californication            | Samurai Apocalypse           | 9 episoade                                       |
| 2013 | Robot Chicken              | Himself/Strawberry/Halloween | rol de voce (Episodul: "Botched Jewel Heist")    |
| 2014 | Gang Related               | DEA Agent Cassius Green      | Main cast                                        |
| 2017 | The Simpsons               | Himself                      | rol de voce (Episodul: "The Great Phatsby")      |
| 2017 | Marvel's Iron Fist         |                              | regizor (Episodul: "Immortal Emerges from Cave") |
| 2017 | Snowfall                   | Swim                         | Episodul: "Cracking"                             |
| 2018 | Fresh Off the Boat         | rolul lui                    | Cameo (Episodul: "Measure Twice, Cut Once")      |

### Jocuri video
| an   | Film                                | Rol   | Note        |
| ---- | ----------------------------------- | ----- | ----------- |
| 2005 | Getting Up: Contents Under Pressure | Stake | rol de voce |

## Legături externe
- RZA la Internet Movie Database